# イワン・ビアコフ
イワン・イワノヴィッチ・ビアコフ(Ivan Ivanovich Biakov、ロシア語: Иван Иванович Бяков、1944年9月21日 – 2009年11月4日)は、ロシアのキーロフ州キロヴォ・チェペツク出身のバイアスロン選手である。
1972年に開催された札幌オリンピックではソビエト連邦代表としてアレクサンドル・チホノフ、リンナト・サフィン、ヴィクトル・ママトフと共に4x7.5kmリレーに出場し金メダルを獲得した。また個人20kmでは12位だった。1973年のバイアスロンソ連選手権で優勝、1976年にもインスブルックオリンピックの代表に選ばれ4x7.5kmリレーでアレクサンドル・エリザロフ、ニコライ・クルグロフ、アレクサンドル・チホノフと共に2大会連続となる金メダルを獲得した。
現役引退後はコーチとなりウクライナバイアスロンチームを指導、1992年から1998年までウクライナバイアスロン連盟の初代会長を務めるとともにウクライナオリンピック委員会の委員を務めた。さらに2009年に亡くなるまでウクライナバイアスロン連盟の顧問を務めていた。